# エフサン・ハダディ
エフサン・ハダディ（ペルシア語:  احسان حدادی、ローマ字:Ehsan Haddadi、1985年1月20日 - ）は、イランの陸上競技選手。専門は円盤投。
2012年ロンドンオリンピックにおける男子円盤投で68m18 をマークし、銀メダルを獲得した。自己ベストは69m32。男子円盤投はアジア記録保持者である。「エサン・ハダディ」「エフサーン・ハッダーディー」ともいう。
2020年3月28日、テヘランに滞在中、新型コロナウイルスに感染したことがワールドアスレティックスより発表された。